# Niklas Salm (hadvezér, 1459–1530)

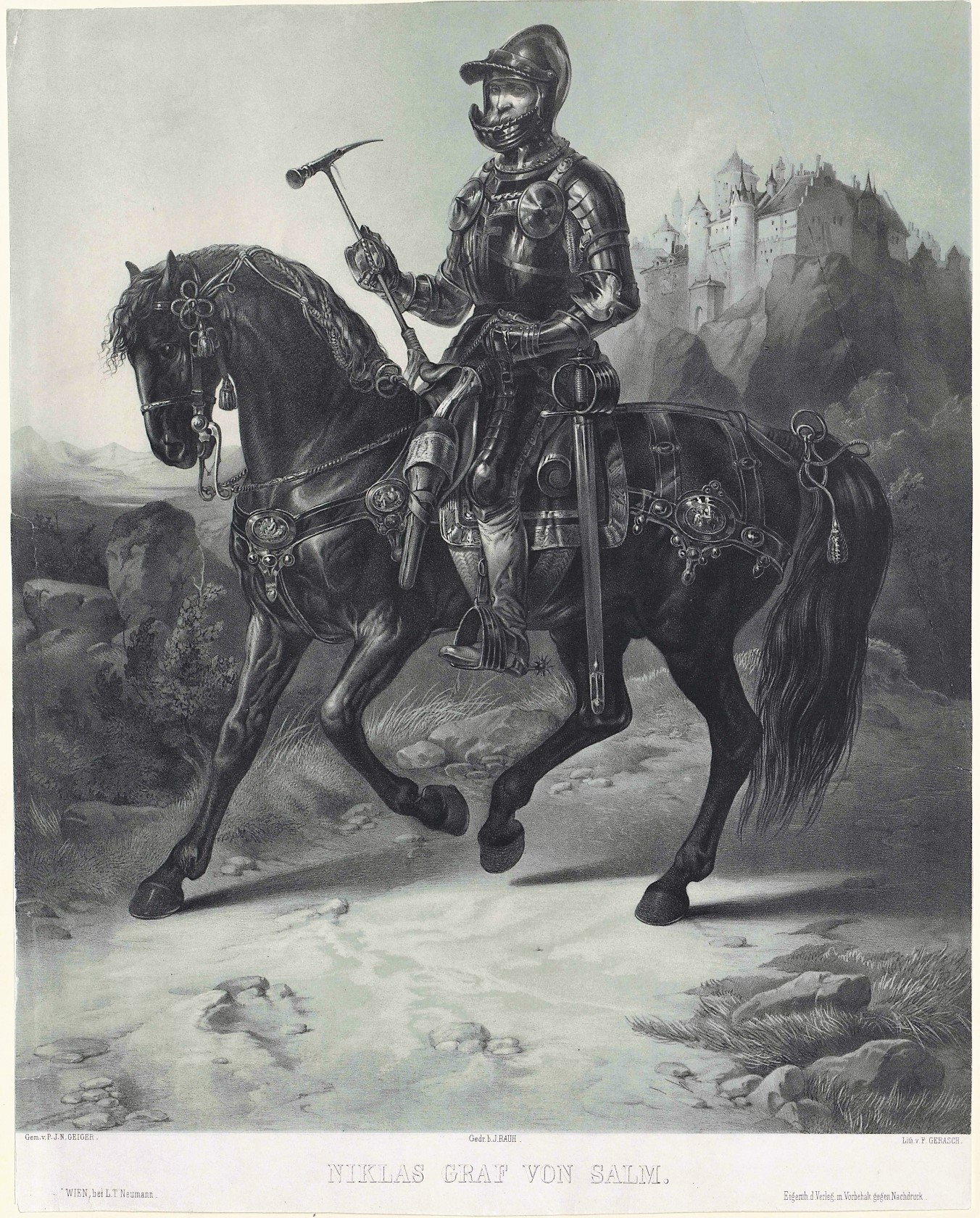
Idősebb Niklas Salm lovon

Idősebb Niklas Salm (Obersalm, 1459 k. – Salmhof, 1530. május 4.): Salm-Neuburg grófja, német-római császári hadvezér.
1527-ben I. (Habsburg) Ferdinánd király hadvezéreként elfoglalta Budát, majd Ferdinánd ellenkirályát, Szapolyai Jánost győzte le a tokaji csatában.
1529-ben, 70 éves korában Bécs első török ostroma idején sikerrel megvédelmezte a várost. A csata során egy golyó szétroncsolta a combját. Az elgennyesedett seb vérmérgezést okozott, ennek következtében halt meg.
Fia, Ifjabb Niklas Salm gróf (? – 1550) apjához hasonlóan, I. Ferdinánd német-római császár szolgálatában harcolt Magyarországon. Másik fia, Wolfgang (1514 körül-1555) Passau püspöke volt.
Carrarai márványból faragott életnagyságú szobrát felállították a Hadvezérek csarnokában, a bécsi Hadtörténeti Múzeumban.